# Rupert Wyatt
Rupert Wyatt (* 26. Oktober 1972 in Exeter) ist ein britischer Drehbuchautor und Filmregisseur.

## Leben
Wyatt besuchte die Dragon School in Oxford und das Winchester College.
Er ist Gründer der Filmproduktionsgesellschaft Picture Farm, die zahlreiche Kurzfilme, Dokumentationen und einige Besonderheiten produzierte, einschließlich des vom Sundance preisgekrönten Dokumentarfilms Dark Days.
Als Autor und Regisseur drehte Wyatt den britischen Gefängnisausbruch-Thriller The Escapist (2008) mit Brian Cox, Damian Lewis, Dominic Cooper, Joseph Fiennes, Seu Jorge, Steven Mackintosh, und Liam Cunningham. Die Filmpremiere fand im Januar 2008 auf dem Sundance Film Festival statt. Der Film wurde für acht internationale Filmpreise nominiert und gewann zwei davon. Im März 2010 wurde er für den Film Planet der Affen: Prevolution (Rise of the Planet of the Apes), ein Prequel zu Planet der Affen, als Regisseur verpflichtet. Der Film kam in den USA am 5. August 2011 in die Kinos. 2014 folgte mit The Gambler sein dritter Spielfilm.
Wyatt lebt mit seiner Frau, der Drehbuchautorin Erica Beeney, und seinem Sohn in Los Angeles.

## Filmografie
Als Regisseur
- 1999: Ticks (Kurzfilm)
- 2001: Subterrain
- 2004: Get the Picture (Kurzfilm)
- 2008: The Escapist – Raus aus der Hölle (The Escapist)
- 2011: Planet der Affen: Prevolution (Rise of the Planet of the Apes)
- 2014: Turn: Washington’s Spies (Fernsehserie, 1 Episode)
- 2014: The Gambler
- 2019: Captive State

Als Drehbuchautor
- 1999: Ticks (Kurzfilm)
- 2001: Subterrain
- 2004: Get the Picture (Kurzfilm)
- 2008: The Escapist – Raus aus der Hölle (The Escapist)
- 2019: Captive State

Als Produzent
- 2019: Captive State